# Ассоциация белорусских студентов
Ассоциация белорусских студентов (бел. Задзіночанне беларускіх студэнтаў, сокр. ЗБС), — национальный студенческий союз Беларуси, коалиция объединений активных белорусских студентов. В прошлом — белорусское общественное объединение, которое появилось в конце 1980-х годов в ходе деятельности неформальных белорусских студенческих формирований.
С 2001 года лишено регистрации на территории Беларуси. Будучи от самого основания антибольшевистской организацией, ЗБС продолжает деятельность в отстаивании ценностей демократии и академических свобод в государстве. В 2021 году организация стала ассоциацией, в которую вошли стачкомы и студенческие инициативные группы белорусских вузов, возникшие на волне протестов 2020 года.

## История

### Основание
В конце 1980-х годов на волне перестройки неформальные белорусские студенческие формирования БГТУ, БГУ, БГМУ, а также Педагогического университета решили объединиться против идеологизации образования.
В 1989 году под эгидой ЗБС вышел первый выпуск газеты «Студенческая Мысль» (бел. Студэнцкая Думка), которая позднее стала журналом.

### Деятельность в 1990-е
В 1992 году ЗБС были официально зарегистрированы в Министерстве юстиции Республики Беларусь как «Республиканское молодёжное общественное объединение „Задзіночаньне Беларускіх Студэнтаў“».
В течение 1990-х годов ЗБС занимались защитой прав студентов, продвижением «белорусскости» в системе высшего образования государства.
С 1999 года ЗБС является полноправным членом ESU («Европейского союза студентов»).

### Деятельность в 2000-е
Весной 2000 года произошёл ряд пикетов против обязательного распределения студентов, которые инициировали сообщества ЗБС. В результате депутат Новосяд в 2001 году собрал 35 тысяч подписей студентов против распределения.
16 августа 2001 года провели акцию «Оранжевое настроение». Около двадцати активистов были одеты в оранжевые майки и раздавали апельсины и мандарины.
7 сентября 2001 года представители правоохранительных органов описали предвыборные материалы и атрибутику на штаб-квартире организации.
В 2001 году решением Верховного суда Беларуси ЗБС лишили официальной регистрации.
15-16 мая 2004 года ЗБС организовали конференцию «Права студентов», на которой приняли Всеобщую декларацию прав студентов.

### Деятельность в 2010—2015 годах
Во время президентской кампании 2010 года активисты ЗБС организовывали акцию «Гражданин». Целью акции было желание показать, что на самим деле Беларусь создают граждане. Главные направления деятельности компании: информирование граждан о выборе, работа с избирательными комиссиями и работа с государственными институтами.
В 2014 году ЗБС организовывал кинопросмотры в подземных переходах, за что 19 сентября было задержано около 30 человек, а 2 активиста ЗБС были арестованы на 5 и 6 дней.

## Современная деятельность

### Возрождение ЗБС
В 2016 году организация заявила о своём возрождении, объединив силы с активистами движения против платных пересдач в БГУ, которые проводили резонансный в обществе марш студентов в декабре 2015 года.
В 2017 году во время протестов против декрета № 3 активисты ЗБС основали «Студенческий Блок» для поддержки основных требований протеста, а также с требованиями освободить всех задержанных студентов, отменить обязательное распределение студентов и остановить давление в учебных учреждениях. Во время протестов было задержано 4 активиста ЗБС.
В 2018 году ЗБС принимала участие в праздновании 100-летия Белоруской Народной Республики, имела свою площадку около Большого театра оперы и балета. В том же году активистами ЗБС была запущена студенческая скидочная карточка «Unicard», которая являлась аналогом всемирно известной карточки ISIC («International Student Identity Card»).
В 2019 году активисты ЗБС вместе с инициативами «Учёба важнее», Legalize Belarus, а также различными блогерами объединились в «Молодёжный блок», чтобы участвовать в ближайших парламентских выборах. Активистами было выдвинуто 8 кандидатов в депутаты при поддержке партии «Белорусская социал-демократическая Грамада», а также партии «Зелёные».
Весной 2020 года организовывали сначала акцию «Ха-ха я здесь умру» и призывали к студенческой забастовке, чтобы привлечь внимание к неэффективной политике белорусских властей в связи с распространением COVID-19 в Беларуси. За это из МГЛУ была отчислена член Рады ЗБС Елизавета Прокопчик. Правозащитный центр «Весна» признал её отчисление политически мотивированным. Ректор МГЛУ Наталья Баранова утверждает, что отчисление не мотивированно политически.

### После августа 2020-го
Утром 12 ноября 2020 года у семи активистов произошёл обыск, самих активистов задержали и увезли в КГБ. Среди них член Координационного Совета, представитель Светланы Тихановской по делам молодёжи и студентов Алана Гебремариам, Ксения Сыромолот, Егор Каневский, студентки БГПУ Кася Будько и Яна Арабейка. Белорусские правозащитные организации осудили аресты активистов и уголовные дела на них, призвали к немедленному освобождению политзаключённых. Активистам Даниле Лаврецкому и Елизавете Прокопчик удалось сбежать от КГБ, нелегально пересечь границу с Россией и убежать в Украину.
После арестов и преследования в Беларуси, ряд активистов ЗБС поселились в Киеве и вместе с другими студенческими активистами начали продолжать деятельность дистанционно.
23 февраля 2021 года ЗБС объявил о реорганизации в коалицию независимых студенческих объединений 15 университетов Беларуси. Управляющим органом ЗБС стала Национальная Студенческая Рада (НСР) — коллегиально-представительный орган, в котором пропорционально представлены входящие в ЗБС студенческие объединения БарГУ, БГАИ, БГАМ, БГМУ, БГПУ, БГТУ, БГУ, БГУИР, БГУКИ, БГУФК, БДЭУ, ВГМУ, ГрГУ, МГЛУ, ПГУ. 28 апреля к ЗБС также присоединилось студенческое объединение БрГТУ.
14 мая 2021 года начался судебный процесс над активистами ЗБС по «деле студенчества 12 ноября». По призыву ЗБС под здание суда пришло около 200 человек, в том числе дипломаты стран ЕС. В зал пустили только близких родственников, стихийный сбор под зданием суда разогнал ОМОН. Задержали 14 человек. 30 ноября 2022 года почти все незаконно осужденные по «студенческому делу» были освобождены, полностью отбыв наказание.
В августе 2023 года социальные сети и логотип ЗБС были включены в список экстремистских материалов. По решению КГБ от 21 сентября 2023 года Ассоциацию белорусских студентов включили в список «экстремистских формирований», участие в котором, следовательно, является по белорусским законам уголовным преступлением.